# Dorfkirche Schöpfurth

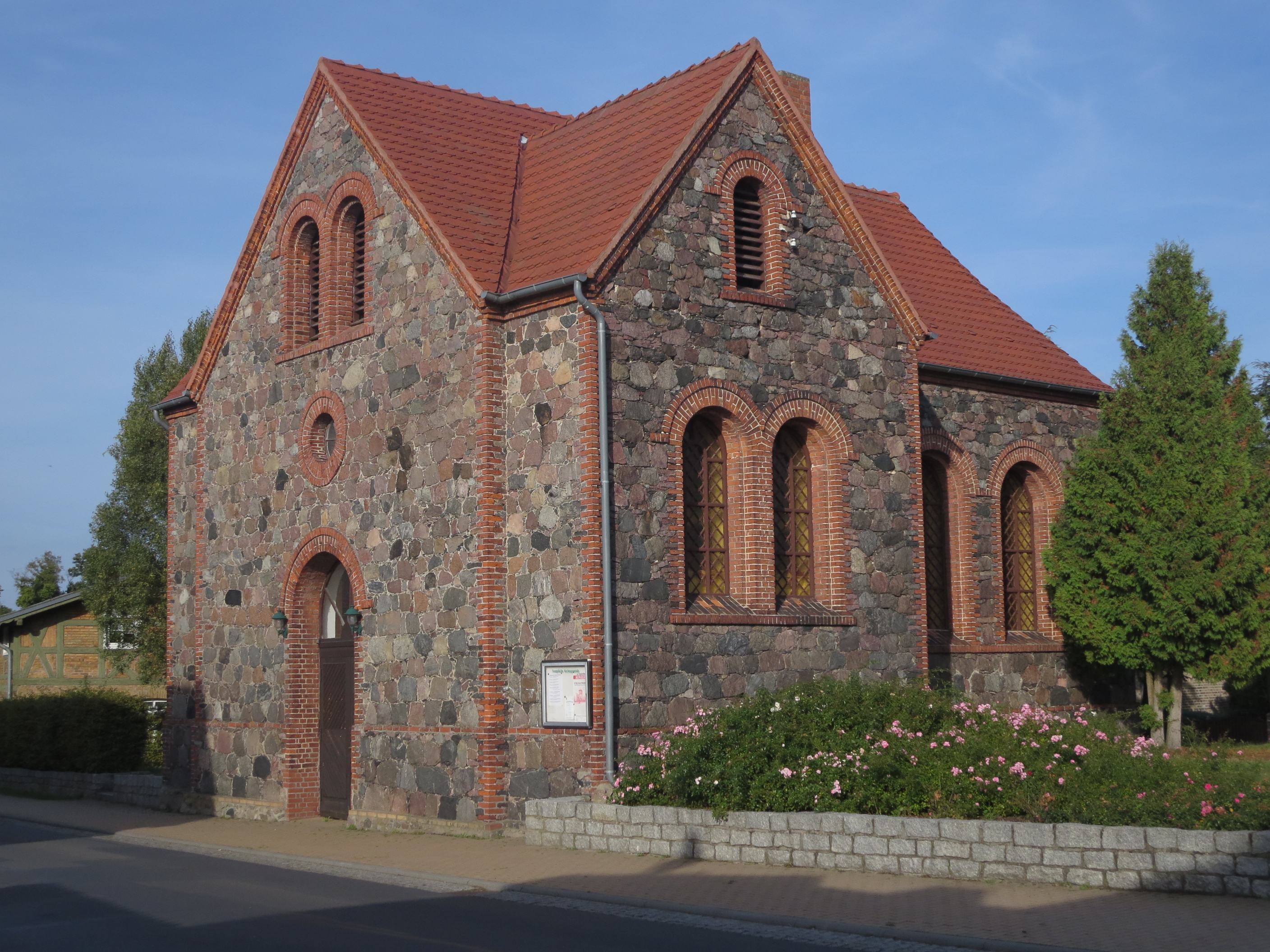
Dorfkirche Schöpfurth

Die seit 1989 als Konzerthaus genutzte evangelische, denkmalgeschützte Dorfkirche Schöpfurth steht in Finowfurt, einem Ortsteil der Gemeinde Schorfheide im Landkreis Barnim von Brandenburg.

## Beschreibung
Die Kreuzkirche im Rundbogenstil wurde 1858 bis 1860 aus Feldsteinen erbaut. Das Langhaus hat im Westen ein Querschiff und im Osten eine halbkreisförmige Apsis. Die Klangarkaden in den Giebeln weisen auf einen Glockenstuhl hin. In ihm hängt eine 1715 gegossene Kirchenglocke.